# Objetos en el espejo están más cerca de lo que aparentan

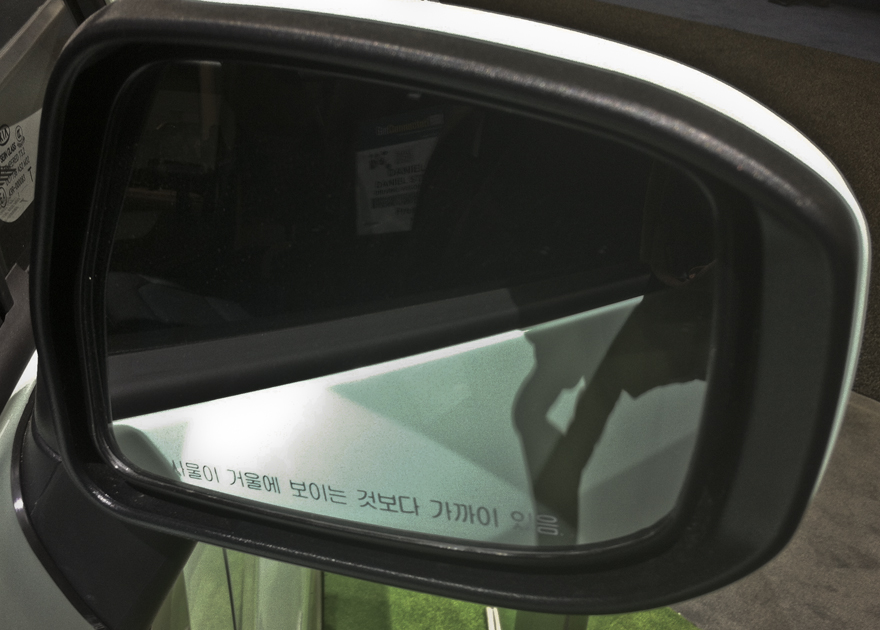
Espejo retrovisor en un vehículo con especificación de Corea del Sur. La leyenda en coreano dice "Los objetos en el espejo están más cerca de lo que parecen".

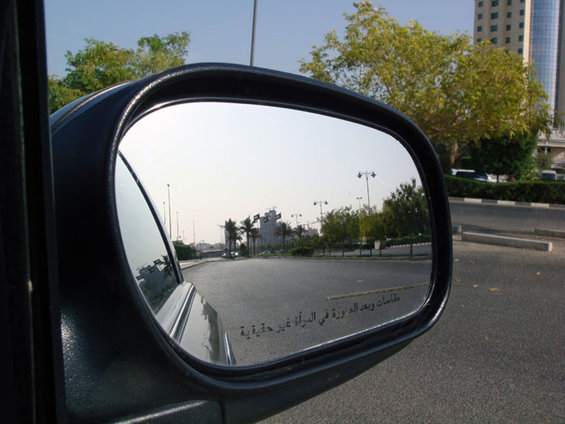
Advertencia en idioma árabe "Los objetos en el espejo están más cerca de lo que parecen"

La frase "los objetos en el espejo están más cerca de lo que aparentan" es una advertencia de seguridad que requiere ser grabada en los espejos retrovisores del lado del pasajero de los vehículos motorizados en muchos lugares, como los Estados Unidos, Canadá, Nepal, India y Corea del Sur. Está presente porque, si bien la convexidad de estos espejos les da un largo campo de visión útil, también hace que los objetos parezcan más pequeños. Dado que los objetos que parecen más pequeños parecen estar más lejos de lo que realmente están, un conductor puede realizar una maniobra, como un cambio de carril, suponiendo que un vehículo adyacente está a una distancia segura detrás, cuando en realidad está un poco más cerca. La advertencia sirve como un recordatorio para el conductor de este problema potencial.

## En la cultura popular
A pesar de su origen como una advertencia de seguridad utilitaria, la frase se ha convertido en un eslogan bien conocido que se ha utilizado para muchos otros propósitos. Estos incluyen libros, películas (incluidas las que no están en inglés), dibujos animados, canciones, álbumes de música, y otros contextos.